# 콜린 퍼즈

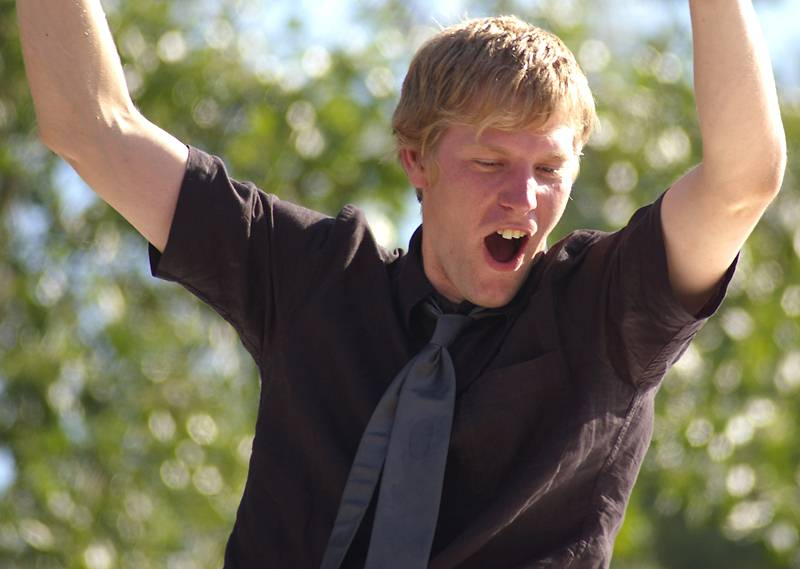
2012년 모습

콜린 퍼즈(Colin Furze, 본명: Colin Peter Furze, 1979년 10월 14일 ~ )는 영국 링컨셔 스탬포드 출신의 영국 유튜브 유명인사, 스턴트맨, 발명가 및 영화 제작자이다. 퍼즈는 학교를 떠나 배관공이 되었으며 Sky1 프로그램 개짓 긱스(Gadget Geeks)에 합류할 때까지 이 직업을 추구했다. 퍼즈는 자신의 배관 및 엔지니어링 경험을 활용하여 호버바이크, 죽음의 벽, 펄스제트 엔진으로 만든 제트 구동 오토바이, 세계에서 가장 빠른 이동성 스쿠터, 유모차, 닷젬 등을 비롯한 다양한 색다른 장치를 제작했다.
어쌔신 크리드 프랜차이즈의 스프링 장착 히든 블레이드와 갈고리, 온수 욕조와 바비큐 그릴이 포함된 인조 잔디로 덮인 BMW E30, Sky1의 TV 시리즈 "You, Me and the Apocalypse"를 홍보하기 위해 뒷마당 아래에 벙커를 만들었다. 그는 화려한 불꽃놀이를 선보이며 유튜브 구독자 수 마일스톤을 달성한다.